# Julius Sundblom
August Julius Sundblom (Jettböle, gemeente Jomala, 22 juni 1865 - Mariehamn, 23 augustus 1945) was een Ålandse hoofdredacteur en politicus.

## Jeugd
Julius Sundblom werd geboren in de pastorie van het gehucht Jettböle. Zijn moeder, Juliana Lovisa Johansson, kwam van het eiland Sottunga; zijn vader, Johan August Sundblom was afkomstig uit Föglö en werkte in Jomala als leraar. Na de basisschool in de - recent gestichte - hoofdstad Mariehamn te hebben doorlopen ging Julius naar het seminarie in Nykarleby, Österbotten. Nadat hij daar in 1887 afgestudeerd was, werd hij directeur van een particuliere school in Jomala. Een jaar later trouwde hij met Hilda Olivia Fredenberg (1869–1940). Ze kregen zes kinderen.

## Journalistieke en politieke activiteiten
Sundblom schreef regelmatig artikelen over Åland in een krant in Turku. Op 1 april 1891 verscheen het eerste nummer van Tidningen Åland, met Sundblom als redacteur. Van 1891-'96 en van 1921-'45 was hij hoofdredacteur van deze krant. Hij gebruikte die positie meerdere malen om de bevolking van Åland te mobiliseren met campagnes, onder andere voor het realiseren van een winter-bootverbinding van Stockholm via Åland naar Turku. Na een korte periode waarin hij voor een Finse krant werkte, keerde hij in 1901 terug naar Åland. Vanwege de Russische censuur werd hij genoodzaakt om gedurende twee jaar uit te wijken naar Stockholm. In die tijd schreef hij ook voor Hufvudstadsbladet: de grootste Zweedstalige krant in Finland.
Al vroeg werd Sundblom ook politiek actief. In 1896 woonde hij in Helsinki een partijbijeenkomst bij van de grote Zweedstalige partij. Bij de grote staking van 1905 was hij stakingsleider samen met Carl Björkman als vicevoorzitter. Sundblom werd geleidelijk radicaler in zijn uitingen, bijvoorbeeld met een voorstel om de vuurtoren van Lågskär op te laten blazen.
Na een hervorming van de vertegenwoordiging van Åland in 1906 werd Sundblom een van de meest prominente leden van de Zweedse volkspartij.

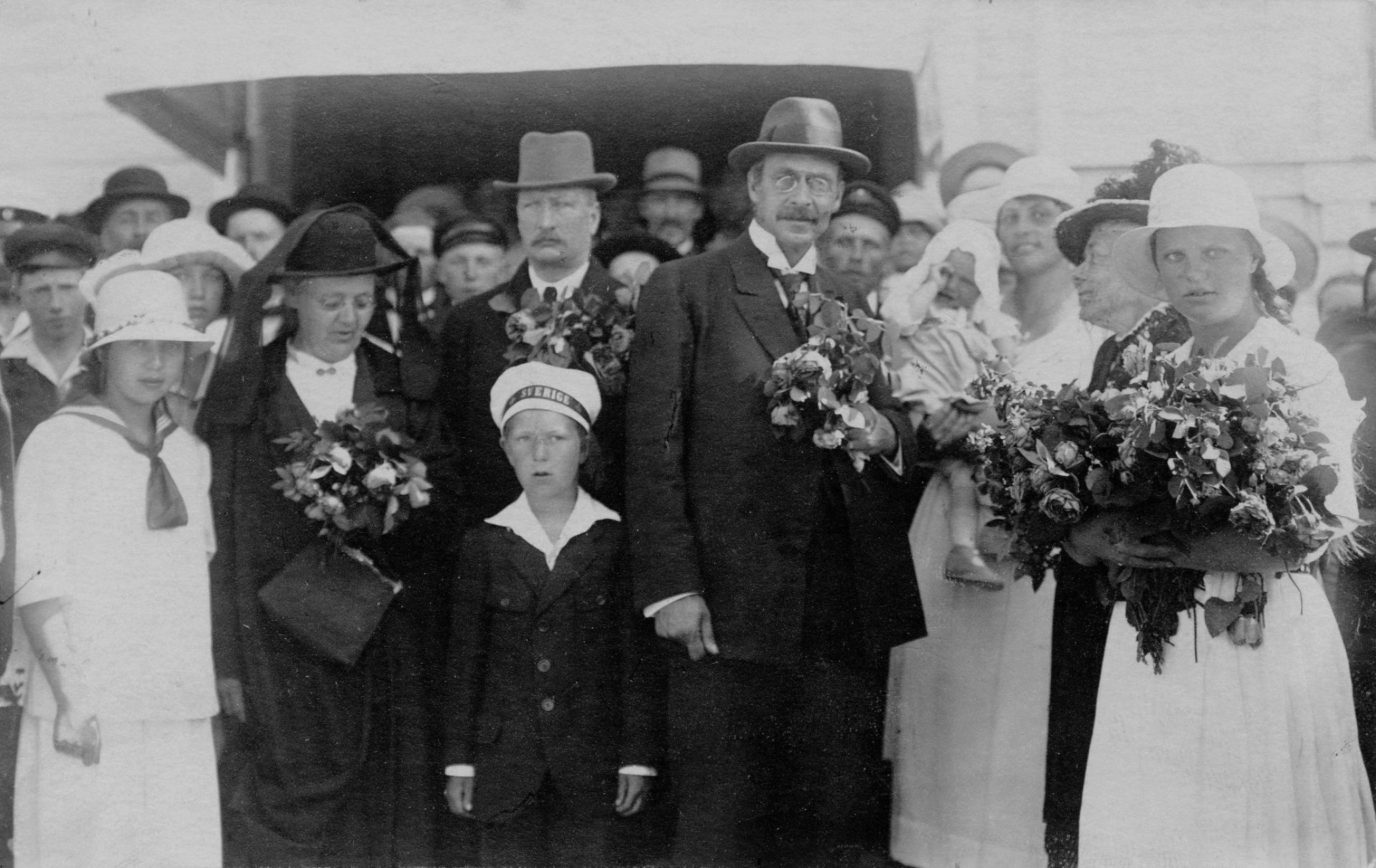
Sundblom (l) en Björkman (r) worden in 1920 als helden ingehaald, direct nadat ze zijn vrijgelaten uit de gevangenis in Turku.

## De kwestie rond de zelfbeschikking van Åland
Tijdens de nadagen van de Eerste Wereldoorlog diende de kwestie over de autonomie van Åland zich aan. Åland was sinds de Krimoorlog gedemilitariseerd en het Russische fort Bomarsund was vernietigd, om de macht van Rusland in de Oostzee-regio te breken. Desondanks waren er tijdens de Eerste wereldoorlog toch weer Russische troepen op de eilanden gestationeerd, wegens de februarirevolutie in 1917 waarbij de laatste tsaar, Nicolaas II, werd afgezet. Op 20 augustus van dat jaar kwamen, op initiatief van Carl Björkman en Johannes Eriksson, vertegenwoordigers van alle gemeenten uit Åland bijeen in Strömsvik in Finström, in het noorden van het hoofdeiland. Sundblom was daar aanwezig namens de hoofdstad Mariehamn. Er werd besloten dat een delegatie bestaande uit Sundblom, Björkman, Eriksson en Gösta Lindeman naar Zweden zou gaan om daar een geheime brief aan de Zweedse koning te overhandigen. Op het allerlaatste moment liet Sundblom, tot teleurstelling van Eriksson, weten dat hij niet mee ging. Aanvankelijk was hij van de groep het meest terughoudend ten aanzien van de wens om zich bij Zweden aan te sluiten, maar naarmate meer en meer duidelijk werd dat Åland zou worden 'verfinst', werd hij meer vastbesloten. Na het overleggen van 7097 handtekeningen (overeenkomend met 96% van de meerderjarige bevolking van Åland) zag Sundblom er echter opnieuw van af, onder verwijzing naar zijn opdracht als volksvertegenwoordiger.
Toen eind januari 1918 een burgeroorlog uitbrak werd Sundblom gedwongen om onder te duiken en kon pas in mei terugkeren naar Åland.
Opnieuw ontstond er scepsis over wat volgens Björkman de beste oplossing voor Åland was, maar na een bezoek aan Erik Palmstierna, een minister in Stockholm, was Sundblom vastbesloten om het advies van de minister op te volgen en een landsting voor Åland te vormen, ondanks de dreigementen van de Finse gouverneur Hjalmar von Bonsdorff aan het adres van de separatistische leiders. Het driemanschap Björkman-Eriksson-Sundblom zou nu de Ålandbeweging en de Ålandregering een paar decennia leiden. Het conflict met von Bonsdorff ging ook over censuur: Sundblom weigerde de Finse vertegenwoordigers te laten dicteren wat er in de krant moest komen. In januari 1919 reisde een driekoppige delegatie bestaande uit Eriksson, Sundblom en Johan Jansson naar de vredesonderhandelingen in Versailles om de de Ålanders te vertegenwoordigen. Het conflict met Finland escaleerde geleidelijk. Een Fins voorstel in juni 1920 om de autonomie van Åland uit te breiden werd afgewezen door de Ålanders. De reactie van de Finse regering was het uitvaardigen van een arrestatiebevel tegen Björkman, Eriksson en Sundblom wegens hoogverraad. Omdat Eriksson in Stockholm was, konden alleen Björkman en Sundblom worden gearresteerd. Na vijf weken hechtenis werden de verdachten voorlopig vrijgelaten, maar op 2 september werden ze veroordeeld. Na zware internationale druk kregen de twee in oktober gratie van de regering, na weken in hechtenis en veroordelingen in het Hof van Beroep van Turku en het Hooggerechtshof. Op 24 mei 1921 kende de Volkenbond op haar bijeenkomst in Genève Finland soevereiniteit over de eilanden toe, Zweden kreeg de garantie dat de eilanden gedemilitariseerd zouden blijven en Åland kreeg autonomie. Ondanks de tegenslag in de Volkenbond bleef het vertrouwen van de Ålanders in Sundblom ongebroken en bij de eerste verkiezingen voor de landsting in mei 1922 won de oppositie slechts één zetel.

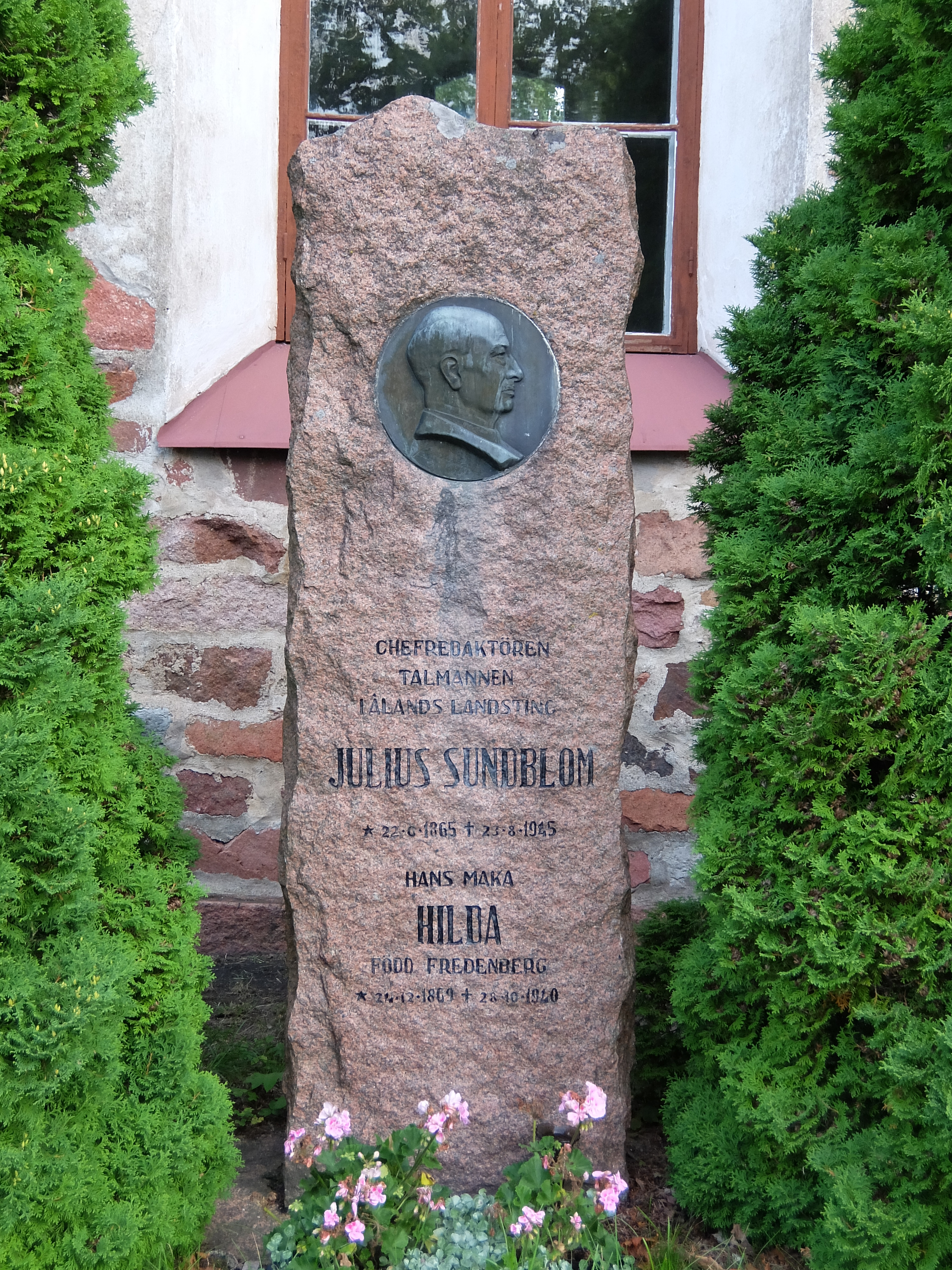
Het graf van Sundblom in Jomala.

## De tijd na de Ålandkwestie
In het nieuw gekozen landsting werd Sundblom tot voorzitter gekozen, een functie die hij tot zijn dood zou blijven bekleden. Johannes Eriksson werd plaatsvervangend voorzitter en Carl Björkman werd lid van het landsting. In de aanloop naar de Tweede Wereldoorlog kwam de kwestie van het militair versterken van de eilanden opnieuw ter sprake. Sundblom reageerde fel op een voorstel voor de dienstplicht van Åland, in tegenstelling tot Björkman. Björkman vreesde dat een dreigend internationaal conflict zou leiden tot een bezetting van de niet-versterkte eilanden, terwijl Sundblom van mening was dat het risico van een bezetting groter zou zijn als de eilanden versterkt zouden worden. Een bijeenkomst over voortzetting van de demilitarisering zorgde voor veel steun voor Sundblom en na een motie van wantrouwen tegen Björkman in november 1938 kwam Sundblom opnieuw als overwinnaar uit de bus. Het conflict betekende het einde van het eerder succesvolle driemanschap. Björkman was afgetreden en Eriksson, die aan Sundbloms kant had gestaan, was ziek en stierf zes maanden later. De 'koning van Åland', Julius Sundblom, bleef over en werd op zijn 80e verjaardag geëerd met een toespraak als teken van genegenheid en respect. Iets meer dan een maand later stierf Sundblom aan een galwegaandoening in het Karolinska-ziekenhuis in Stockholm.